# 太田郵便局
太田郵便局（おおたゆうびんきょく）は群馬県太田市にある郵便局。民営化前の分類では集配普通郵便局であった。
ゆうちょ銀行太田店を併設する。

## 概要
住所：〒373-8799 群馬県太田市飯田町948

### 併設施設
- ゆうちょ銀行太田店（さいたま支店太田出張所）：取扱店番号040050

## 沿革
- 1872年8月4日（明治5年7月1日） - 太田郵便取扱所として開設[1]。
- 1875年（明治8年）1月1日 - 太田郵便局（五等）となる[1]。
- 1878年（明治11年）2月25日 - 為替取扱を開始[1]。
- 1879年（明治12年）2月25日 - 貯金取扱を開始[1]。
- 1890年（明治23年）9月1日 - 太田郵便電信局となる[1]。
- 1903年（明治36年）4月1日 - 通信官署官制の施行に伴い太田郵便局となる[1]。
- 1958年（昭和33年）7月6日 - 電話通話および和文電報受付事務の取扱を太田電報電話局に移管[2]。
- 1966年（昭和41年）10月1日 - 東武伊勢崎線を経由する鉄道郵便輸送（東京伊勢崎線）が廃止[3]。専用自動車に転換。
- 1986年（昭和61年）12月8日 - 太田市東本町から同市飯田町に移転。
- 1987年（昭和62年）10月26日 - 強戸郵便局から集配業務の一部[注釈 1]を移管。
- 1996年（平成8年）7月1日 - 外国通貨の両替および旅行小切手の売買に関する業務取扱を開始。
- 2007年（平成19年）10月1日 - 民営化に伴い、併設された郵便事業太田支店、ゆうちょ銀行太田店に一部業務を移管。
- 2012年（平成24年）10月1日 - 日本郵便株式会社発足に伴い、郵便事業太田支店を太田郵便局に統合。

## 取扱内容

### 太田郵便局
- 郵便、印紙、ゆうパック、内容証明
- 生命保険、バイク自賠責保険、自動車保険、がん保険、引受条件緩和型医療保険
- 「373-00xx」「373-08xx」区域（太田市（合併以前からの太田市域））の集配業務
- ゆうゆう窓口

### ゆうちょ銀行太田店
- 貯金、貸付、為替、振替、振込、国際送金、外貨両替、国債、投資信託、変額年金保険
- ATM

## 風景印
- 風景印は花の形の変形印である。
- 図案は「金山城址」・「大光院開山堂」・国宝「埴輪 挂甲の武人」・「桜」
- 使用開始日は2002年（平成14年）5月1日

### 過去の風景印
- 使用期間は、1950年（昭和25年）6月20日 - 2002年（平成14年）4月30日
- 図案は「新田金山」・「大光院開山堂」

## 周辺
- 太田市役所
- 太田市民会館

## アクセス
- 東武鉄道 太田駅（正面口）から徒歩約10分
- 朝日自動車（朝日バス） 太田市役所前停留所下車
- 北関東自動車道 太田桐生ICから南へ約5km
- 国道407号沿い
- 駐車場あり：23台